# Departamento de Cerrillos
El departamento de Cerrillos es uno de los 23 departamentos en los que se divide la provincia de Salta (Argentina). A efectos censales, el Indec considera que la localidad de Villa Los Álamos -aunque perteneciente al departamento Cerrillos- forma parte del Gran Salta.

## Superficie y límites
Limita al norte y este con el departamento Capital, al sur con el departamento de Chicoana y al oeste con el departamento Rosario de Lerma.

## Población
Según el Censo 2010, el departamento tenía una población de 35.789 habitantes, lo que lo convirtió en el 8.º más poblado de la provincia.
Para el censo 2022 el departamento registró 55.949 habitantes. Esto representó un aumento en la cantidad de personas del 56.3% y un leve incremento de la densidad poblacional respecto del censo anterior que era de 87.4. Estos datos le valieron el 2º puesto en ritmo de crecimiento y el  2º puesto en densidad poblacional en la provincia.

## Localidades y parajes
- Cerrillos
- La Merced
- San Agustín
- Villa Los Álamos

## Defensa Civil

### Sismicidad
La sismicidad del área de Salta es frecuente y de intensidad baja, y un silencio sísmico de terremotos medios a graves cada 40 años.
- Sismo de 1930: aunque dicha actividad geológica catastrófica, ocurre desde épocas prehistóricas, el terremoto del 24 de diciembre de 1930 (94 años),[6] señaló un hito importante dentro de la historia de eventos sísmicos jujeños, con 6,4 Richter. Pero nada cambió extremando cuidados y/o restringiendo códigos de construcción.[5]
- Sismo de 1948: el 25 de agosto de 1948 (76 años) con 7,0 Richter, el cual destruyó edificaciones y abrió numerosas grietas en inmensas zonas[5][6]
- Sismo de 2010: el 27 de febrero de 2010 (15 años) con 6,1 Richter